# Lligues professionals femenines de futbol als Estats Units
Hi ha hagut tres projectes succesius de lligues professionals femenines de futbol als Estats Units.
En 2001 existien al pais dos lligues semiprofessionals (la WPSL i la W-League) i la lliga universitària (la NCAA). Aquell any es va introduir en paral·lel la primera competició professional, la WUSA (Women's United Soccer Association), però va desaparèixer al 2004. Cinc anys després el futbol femení professional va retornar amb la WPS (Women's Professional Soccer), però tampoc va durar més de tres anys, i va tancar en vísperes de la temporada 2012.
Finalment al 2013 va arrancar la NWSL (National Women's Soccer League), que es segueix jugant. Actualment la juguen deu equips, i els quatre primers es classifiquen per als play-offs.
Les Boston Breakers son l'unic equip que ha jugat les tres lligues, mentre que el FC Kansas City és l'únic que ha guanyat més d'un títol fins ara sumant les tres.

## Històric

### Millors classificats
| WUSA   | WUSA                     | WUSA                      | WUSA                     | WUSA                     | WUSA                         | WUSA                         | WUSA                         | WUSA                         |
|        | Resultats dels play-offs | Resultats dels play-offs  | Resultats dels play-offs | Resultats dels play-offs | Resultats de la fase regular | Resultats de la fase regular | Resultats de la fase regular | Resultats de la fase regular |
| Edició | C                        | SC                        | SF1 (C)                  | SF2 (SC)                 | 5è                           | 6è                           | 7è                           | 8è                           |
| ------ | ------------------------ | ------------------------- | ------------------------ | ------------------------ | ---------------------------- | ---------------------------- | ---------------------------- | ---------------------------- |
| 2001   | Bay Area CyberRays       | Atlanta Beat              | New York Power           | Philadelphia Charge      | San Diego Spirit             | Boston Breakers              | Washington Freedom           | Carolina Courage             |
| 2002   | Carolina Courage         | Washington Freedom        | Atlanta Beat             | Philadelphia Charge      | San Jose CyberRays           | Boston Breakers              | San Diego Spirit             | New York Power               |
| 2003   | Washington Freedom       | Atlanta Beat              | Boston Breakers          | San Diego Spirit         | New York Power               | San Jose CyberRays           | Carolina Courage             | Philadelphia Charge          |
| WPS    |                          |                           |                          |                          |                              |                              |                              |                              |
|        | Resultats dels play-offs | Resultats dels play-offs  | Resultats dels play-offs | Resultats dels play-offs | Resultats de la fase regular | Resultats de la fase regular | Resultats de la fase regular | Resultats de la fase regular |
| Edició | C                        | SC                        | 3r                       | 4t                       | 5è                           | 6è                           | 7è                           |                              |
| 2009   | Sky Blue FC              | Los Angeles Sol           | Saint Louis Athletica    | Washington Freedom       | Boston Breakers              | Chicago Red Stars            | FC Gold Pride                |                              |
| 2010   | FC Gold Pride            | Philadelphia Independence | Boston Breakers          | Washington Freedom       | Sky Blue FC                  | Chicago Red Stars            | Atlanta Beat                 |                              |
| 2011   | Western New York Flash   | Philadelphia Independence | magicJack                | Boston Breakers          | Sky Blue FC                  | Atlanta Beat                 |                              |                              |
| NWSL   |                          |                           |                          |                          |                              |                              |                              |                              |
|        | Resultats dels play-offs | Resultats dels play-offs  | Resultats dels play-offs | Resultats dels play-offs | Resultats de la fase regular | Resultats de la fase regular | Resultats de la fase regular | Resultats de la fase regular |
| Edició | C                        | SC                        | SF1 (C)                  | SF2 (SC)                 | 5è                           | 6è                           | 7è                           | 8è                           |
| 2013   | Portland Thorns          | Western New York Flash    | FC Kansas City           | Sky Blue FC              | Boston Breakers              | Chicago Red Stars            | Seattle Reign                | Washington Spirit            |
| 2014   | FC Kansas City           | Seattle Reign             | Portland Thorns          | Washington Spirit        | Chicago Red Stars            | Sky Blue FC                  | Western New York Flash       | Boston Breakers              |
| 2015   | FC Kansas City           | Seattle Reign             | Chicago Red Stars        | Washington Spirit        | Houston Dash                 | Portland Thorns              | Western New York Flash       | Sky Blue FC                  |
| 2016   |                          |                           |                          |                          |                              |                              |                              |                              |